# 有田市
有田市（ありだし）は、和歌山県中部に位置する市。紀中地域（有田圏域）に属する。
有田みかん、蚊取線香発祥の地である。熊野古道が市東部を南北に通っている。

## 地理

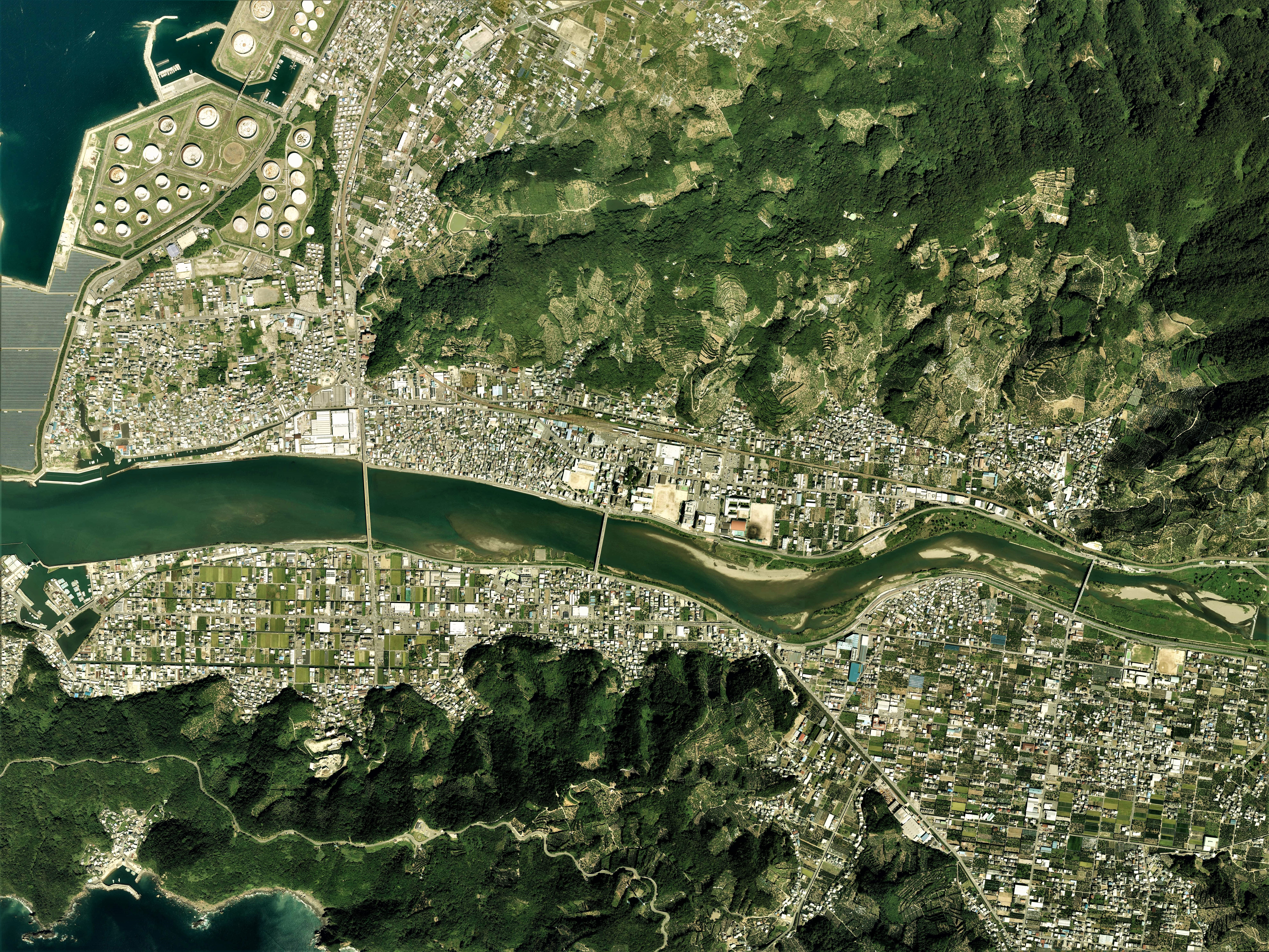
有田市中心部周辺の空中写真。
2019年9月15日撮影の6枚を合成作成。。

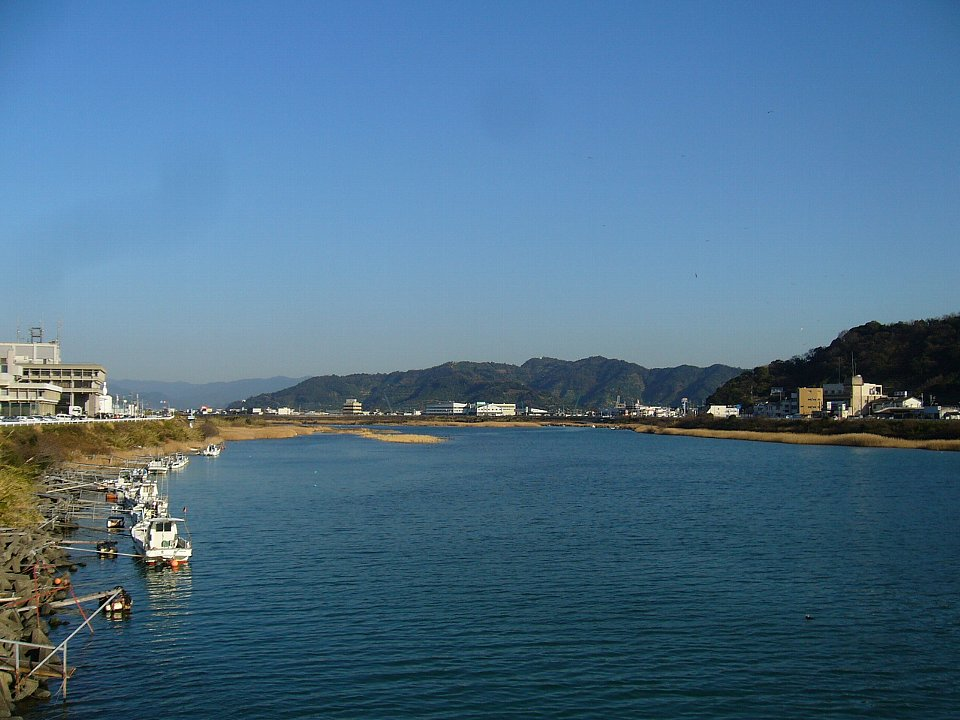
有田市内を流れる有田川

### 位置
和歌山県の中部に位置し、紀伊水道に面している。市中央を流れる有田川沿いに沖積平野が形成され、市街地及び田畑が広がっている。
市北部は白倉山、明神山、愛宕山等の急峻な長峰山脈が連なり、港町付近で平野となる。市南部も長峰山脈から派生する山々が連なるが、北部と比較して標高が低く、千田付近で峠を形成し山林が途切れている。更に西に行くにつれ再び標高が高まり、最西部の宮崎の鼻にて紀伊水道に沈む。
市北西部の初島地区においては砂州とその後背湿地によって形成されたと思われる平野が広がっている。沖に地の島、沖の島の２島が浮かび、苅藻島は以前干潮時のみ地続きとなっていたが、東亜燃料（現ENEOS）の工場建設に伴う埋め立てにより現在は完全に地続きとなっている。

### 地形

#### 山岳
主な山
- 長峰山脈

白倉山（454m）、明神山（355m）、愛宕山

#### 河川
主な川
- 有田川
- 高山川
- 西谷川
- 宮前川
- お仙谷川
- 箕川
- 内川

#### 海岸
海峡
- 紀伊水道

#### 島嶼
主な島
- 地ノ島
- 沖の島
- 苅藻島

### 地域

#### 行政区画
初島地区
- 初島町（初島町浜・初島町里）

港町地区
- 港町

箕島地区
- 箕島

宮崎地区
- 宮崎町の一部

中央地区
- 新堂、宮崎町の一部、古江見、野、山地

保田地区
- 山田原、下中島、辻堂、星尾、千田

宮原地区
- 宮原町（宮原町滝川原・宮原町滝・宮原町新町・宮原町道・宮原町畑・宮原町東・宮原町須谷）

糸我地区
- 糸我町（糸我町西・糸我町中番）

### 人口
平成27年国勢調査より前回調査からの人口増減をみると、6.98%減の28,470人であり、増減率は県内30市町村中18位。人口密度は773.01人/km2であり、県内30市町村中3位。
| |                                        |  |
| 有田市と全国の年齢別人口分布（2005年） | 有田市の年齢・男女別人口分布（2005年） |  |
| ■紫色 ― 有田市 ■緑色 ― 日本全国 | ■青色 ― 男性 ■赤色 ― 女性              |  |
| 有田市（に相当する地域）の人口の推移 \| 1970年（昭和45年） \| 34,257人 \| \| \| 1975年（昭和50年） \| 34,865人 \| \| \| 1980年（昭和55年） \| 35,683人 \| \| \| 1985年（昭和60年） \| 35,401人 \| \| \| 1990年（平成2年） \| 34,810人 \| \| \| 1995年（平成7年） \| 34,283人 \| \| \| 2000年（平成12年） \| 33,661人 \| \| \| 2005年（平成17年） \| 32,143人 \| \| \| 2010年（平成22年） \| 30,592人 \| \| \| 2015年（平成27年） \| 28,470人 \| \| \| 2020年（令和2年） \| 26,538人 \| \| |                                        |  |
| 総務省統計局 国勢調査より |                                        |  |
| 1970年（昭和45年） | 34,257人                               |  |
| 1975年（昭和50年） | 34,865人                               |  |
| 1980年（昭和55年） | 35,683人                               |  |
| 1985年（昭和60年） | 35,401人                               |  |
| 1990年（平成2年） | 34,810人                               |  |
| 1995年（平成7年） | 34,283人                               |  |
| 2000年（平成12年） | 33,661人                               |  |
| 2005年（平成17年） | 32,143人                               |  |
| 2010年（平成22年） | 30,592人                               |  |
| 2015年（平成27年） | 28,470人                               |  |
| 2020年（令和2年） | 26,538人                               |  |

### 隣接自治体
和歌山県
- 海南市
- 有田郡：有田川町
- 有田郡：湯浅町

## 歴史
- 806年（大同元年）- 平城天皇（安殿親王）の諱に近いことをはばかり、安諦（阿氐・阿提）郡を在田郡に改称。
- 806年（大同元年）- 平城天皇の母藤原乙牟漏の発願により、浄妙寺が建立。
- 1169年（嘉応元年）-宮崎左衛門尉定範が宮崎城を築城。
- 1221年（承久3年）-湯浅党の湯浅(保田)宗光が保田荘他の地頭職に安堵される。以降、宗光は湯浅一族の主導的立場に立つようになる。
- 1493年（明応2年）-有田川の洪水により宮原荘の須谷が有田川の川北に移る。
- 1574年（天正2年）-伊藤孫右衛門が肥後八代からみかん苗を持ち帰る。（有田みかんの始まり）
- 1585年（天正13年）-羽柴秀吉の紀州征伐により岩室城が落城。
- 1615年（元和元年）- 紀州藩主徳川頼宣の命により、茂兵衛・くま、茂太夫・ちよめの二夫婦が牟婁郡津賀浦(現古座町)より矢櫃に移住。（矢櫃の始まり）
- 1634年（寛永12年）- 滝川原藤兵衛が有田みかんを江戸に出荷。
- 1793年（寛政5年）- 寛政2年に決壊した須谷の堤防を、日根藤六が復旧、補強する。
- 1842年（天保13年）- 上田和隧道完成
- 1895年（明治28年）- 山田原の上山英一郎（大日本除虫菊（金鳥）の創始者）らによって渦巻き型の蚊取り線香が作られる。
- 1901年（明治34年）- 山地隧道完成
- 1945年（昭和20年）7月28日-海草郡椒村（初島町）の東亜燃料和歌山工場が約80機のＢ29に空襲される。
- 1945年（昭和20年）7月29日-椒村（初島町）東亜燃料竹田住宅の裏山（善福寺東南）に原子爆弾「ファットマン」の模擬爆弾（パンプキン）が投下される。
- 1954年（昭和29年）9月19日 - 有田郡箕島町・糸我村・宮原村・保田村が合併して有田町が発足。
- 1956年（昭和31年）5月1日 - 市制施行して有田市となる。
- 1962年（昭和37年）8月1日 - 海草郡初島町を編入。

## 政治

### 行政

#### 市長
- 市長 - 玉木久登（2024年9月17日就任、3期目）

歴代市長
- 初代市長 - 森川仙太（1956年5月1日 - 1966年11月4日）
- ２代市長-中谷良太郎（1966年11月5日-1973年12月3日）
- ３代市長-中本重夫（1973年12月16日-1997年12月5日）
- ４代市長-玉置三夫（1997年12月6日-2000年8月10日）
- ５代市長-松本泰造（2000年9月17日-2004年9月16日）
- ６代市長-玉置三夫（2004年9月17日-2008年9月16日）
- ７代市長-望月良男（2008年9月17日-2024年9月16日）
- 8代市長-玉木久登（2024年9月17日-）

### 議会

#### 市議会
定数:15(そのうち1人が女性で、議員の6.7％が女性。)
和歌山県議会
選挙区：有田市選挙区
定数：１人

## 施設

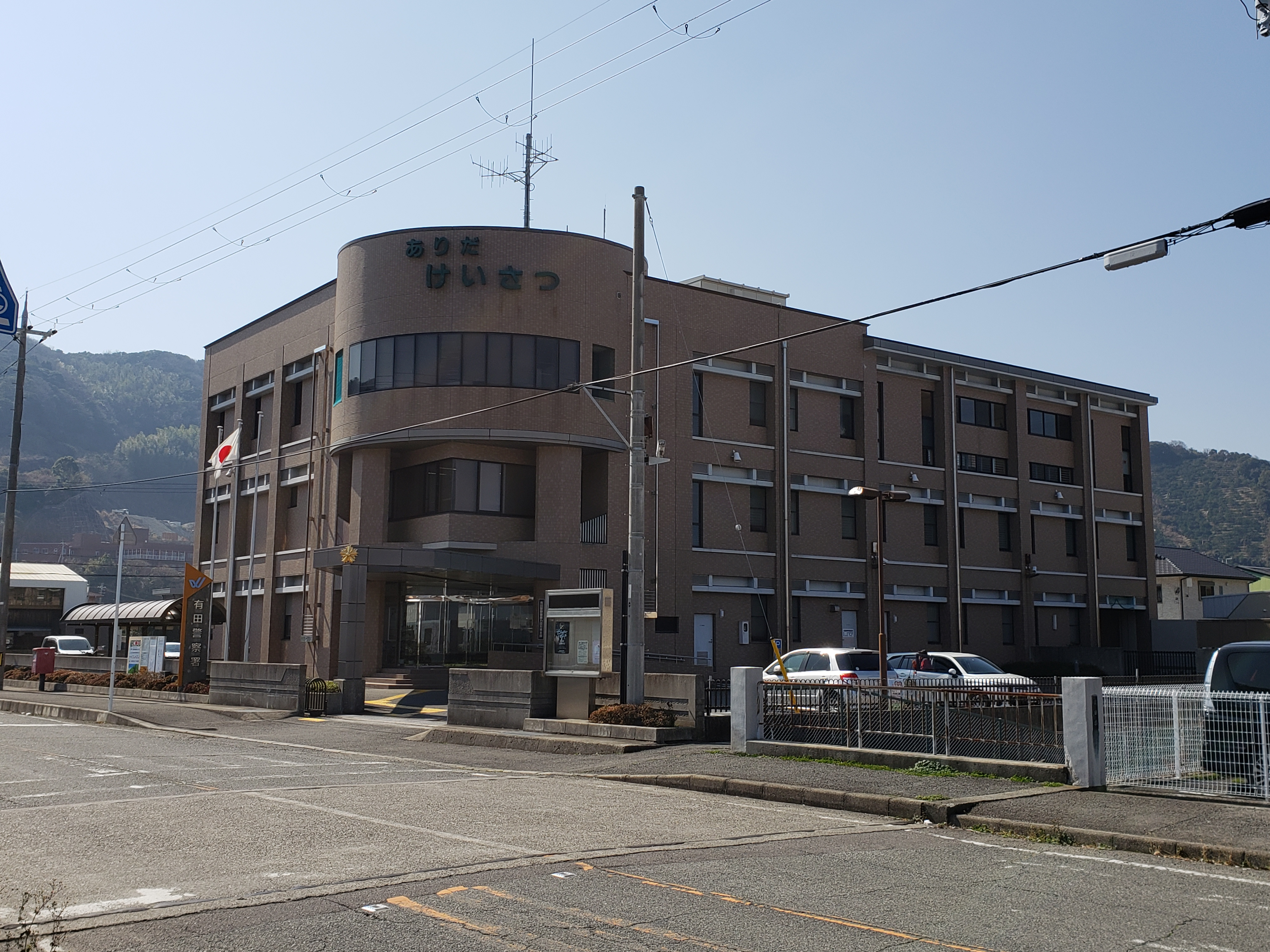
有田警察署

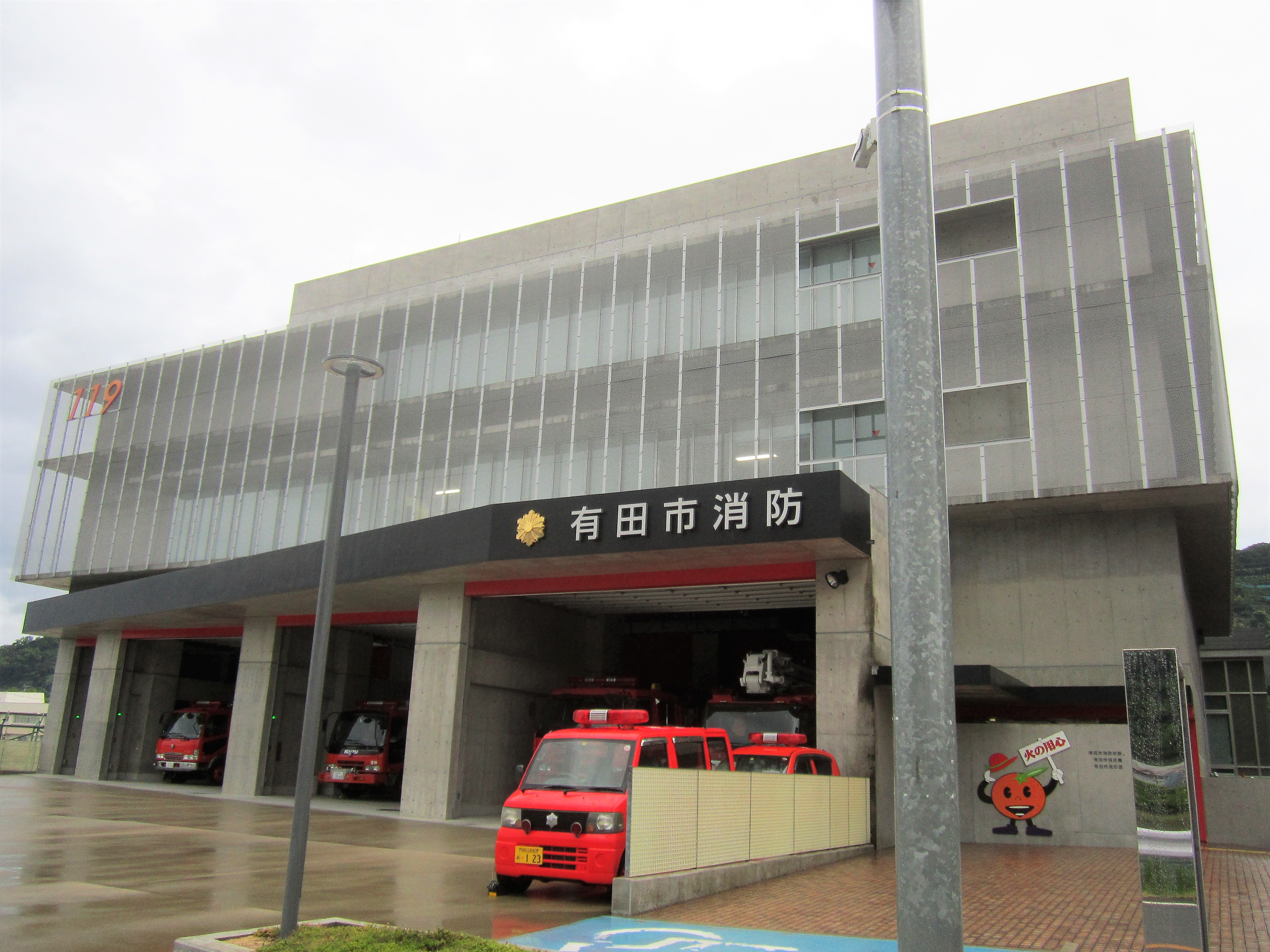
有田市消防本部

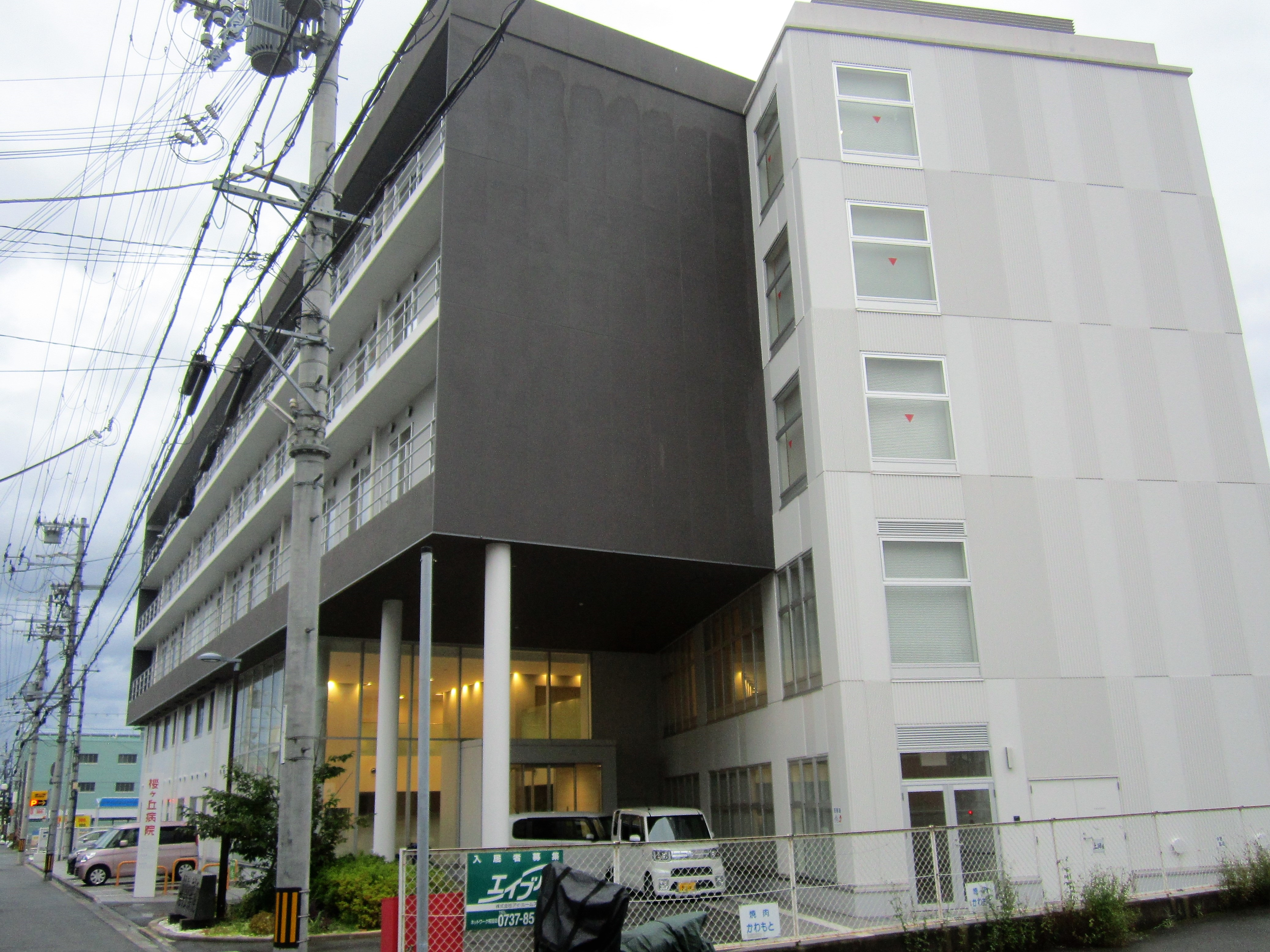
桜ヶ丘病院

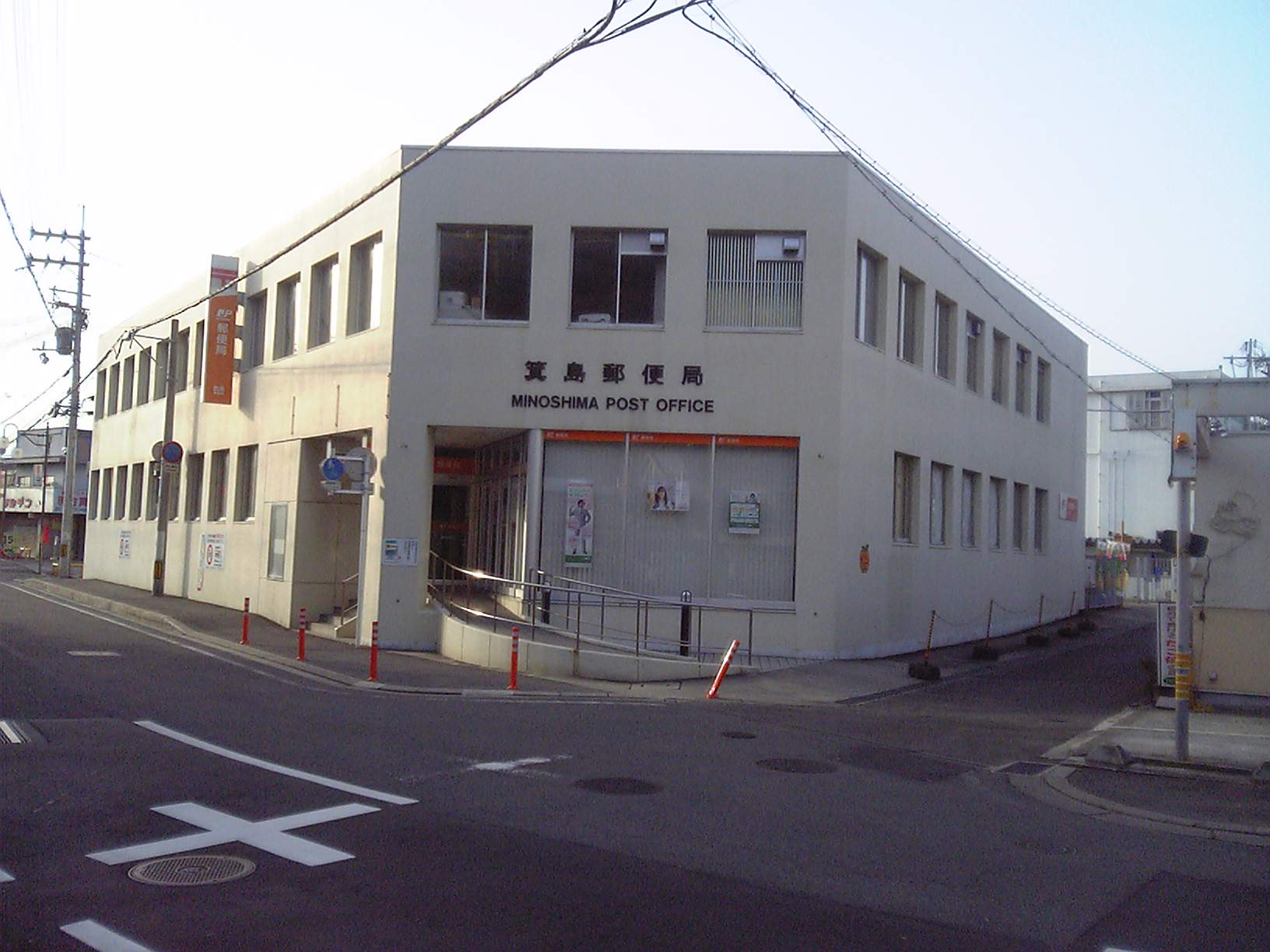
箕島郵便局

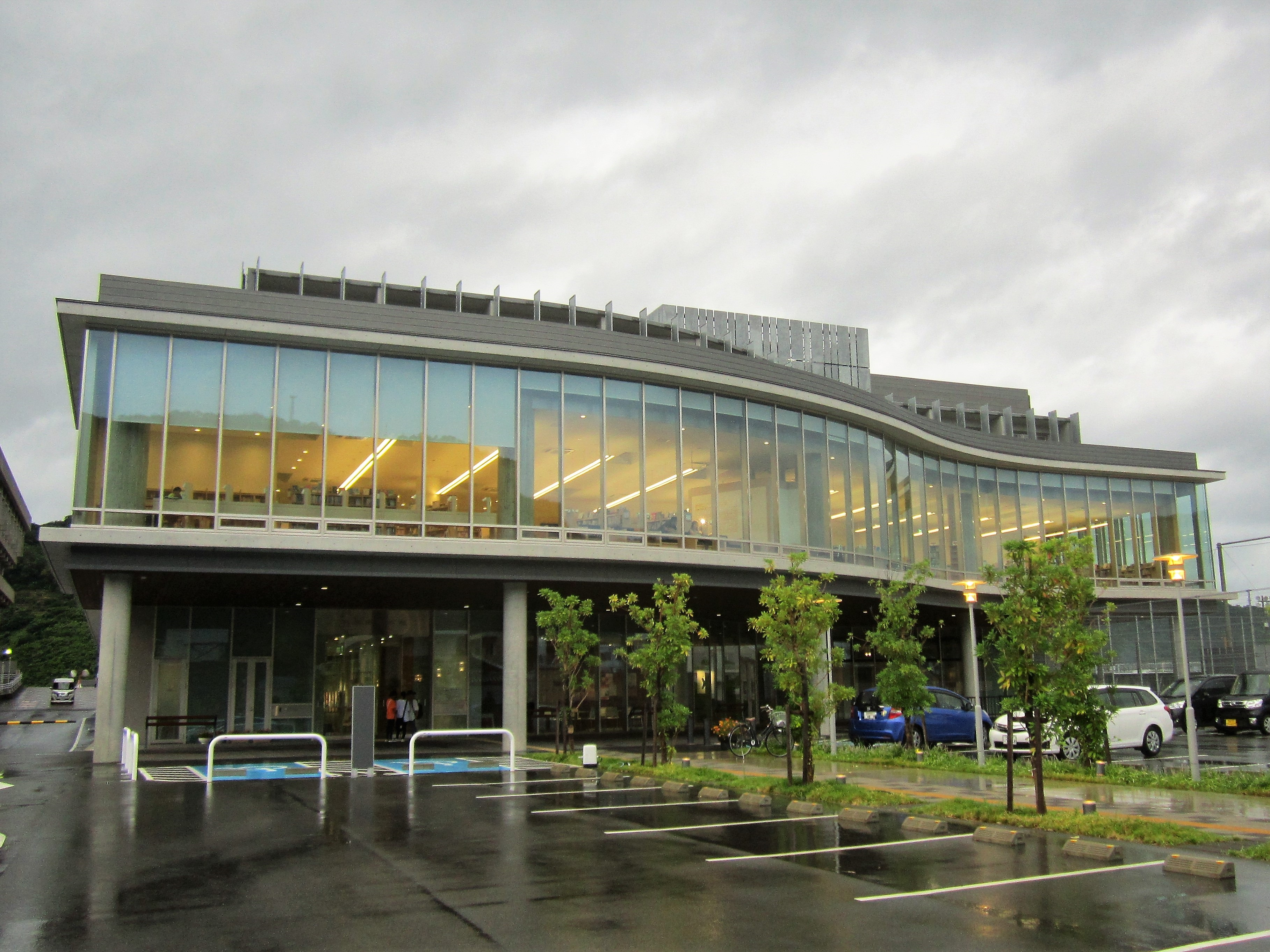
有田市立図書館

### 警察
本部
- 和歌山県警察 有田警察署

交番
- 箕島駅前交番（有田市箕島）
- 糸我交番 (有田市糸我町中番)

駐在所
- 辰ヶ浜警察官駐在所（有田市宮崎町）
- 辻堂警察官駐在所（有田市辻堂）
- 初島警察官駐在所（有田市初島町浜）

### 消防
本部
- 有田市消防本部

消防署
- 有田消防署（有田市箕島47）

出張所
- 化学基地（有田市港町839）

### 医療
主な病院
- 有田市立病院
- 桜ヶ丘病院
- ファミール産院ありだ

### 郵便局
主な郵便局
（2012年12月現在）
日本郵便株式会社
- 箕島郵便局（箕島） - 集配局。
- 有田福島郵便局（箕島）
- 有田保田（やすだ）郵便局（辻堂）
- 有田辰ヶ浜（たつがはま）郵便局（宮崎町）
- 有田初島郵便局（初島町浜）
- 宮原郵便局（宮原町新町）
- 逢井（おおい）簡易郵便局（宮崎町）

ゆうちょ銀行
- 大阪支店　オークワ箕島店出張所（新堂）（ATMのみ／ホリデーサービス実施）

その他逢井簡易郵便局を除く各郵便局にATMが設置され、箕島郵便局ではホリデーサービスを実施。
※有田市内の郵便番号は「649-03xx」「649-04xx」（いずれも箕島郵便局の集配担当）となっている。

### 図書館
図書館
- 有田市立図書館（有田市民会館２階）

### 文化施設
- 有田市民会館（紀文ホール）
- 有田市文化福祉センター
- 有田市みかん資料館
- 有田市郷土資料館
- くまの古道歴史民俗資料館

### 運動施設
- 有田市健康スポーツ公園　BIG SMILE PARK
- ふるさとの川総合公園

野球場
- 有田市立有田市民球場

水泳場
- 男浦水泳場
- えみくるARIDA

## 経済

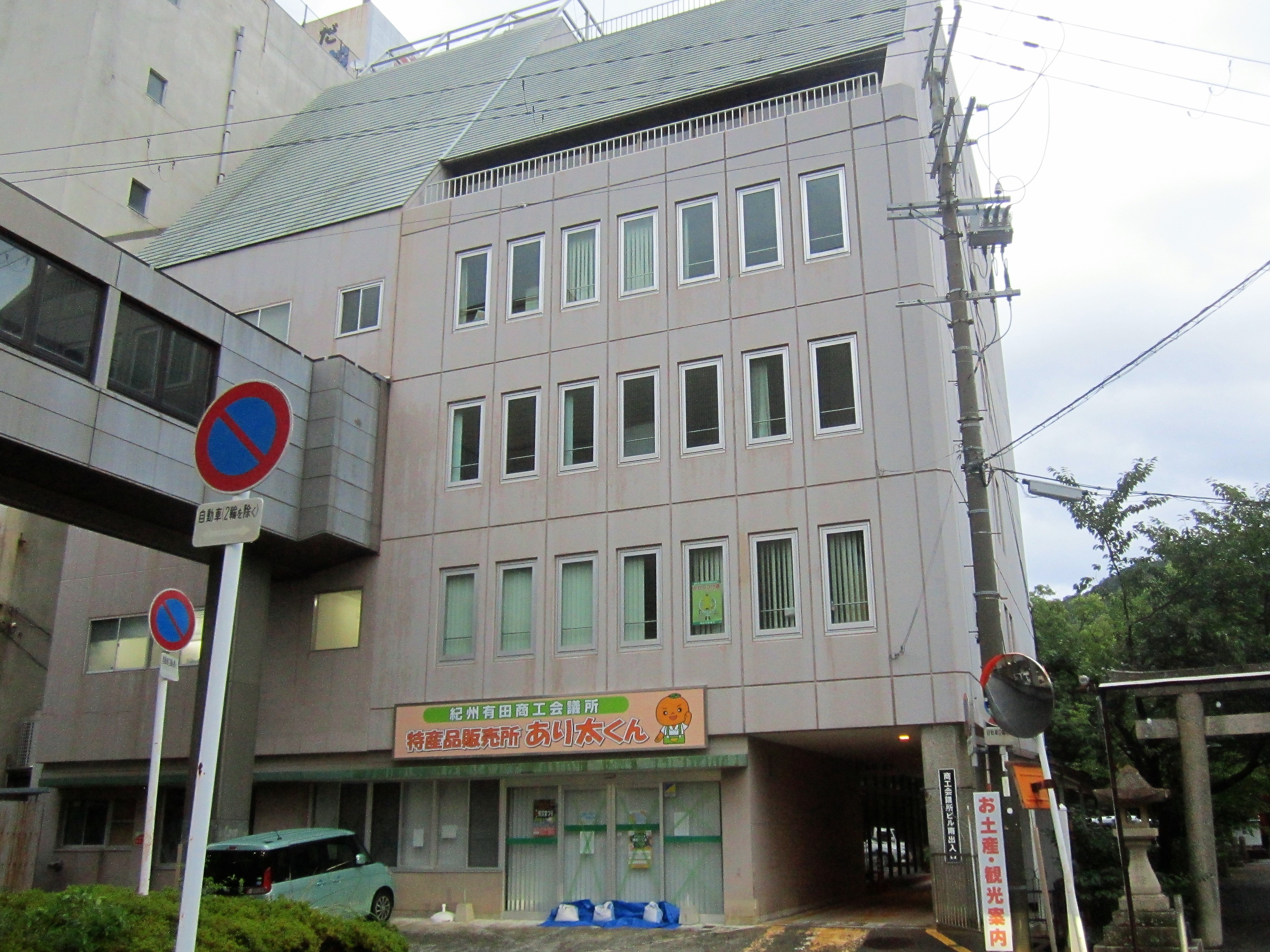
紀州有田商工会議所

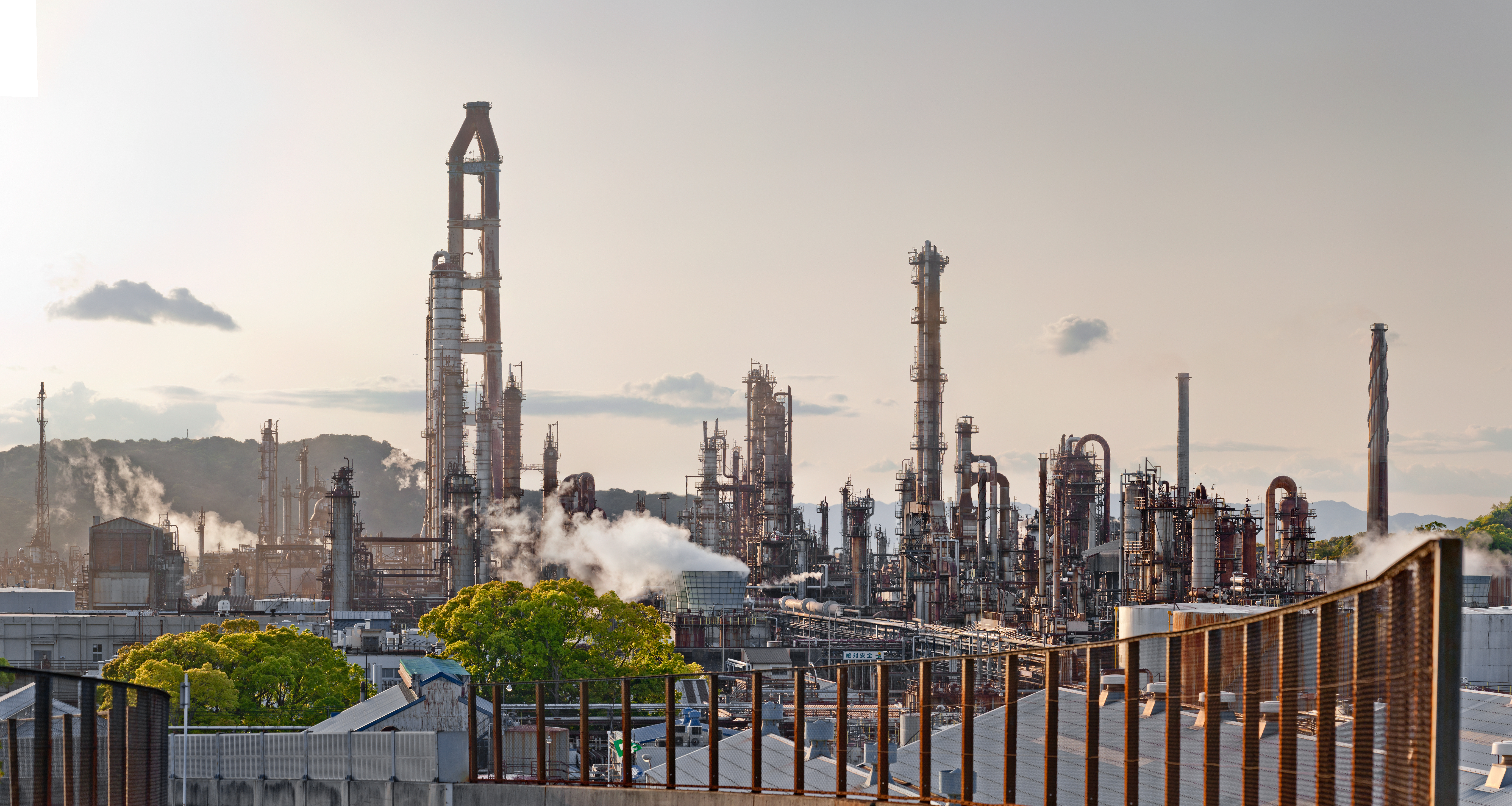
ENEOS和歌山製油所

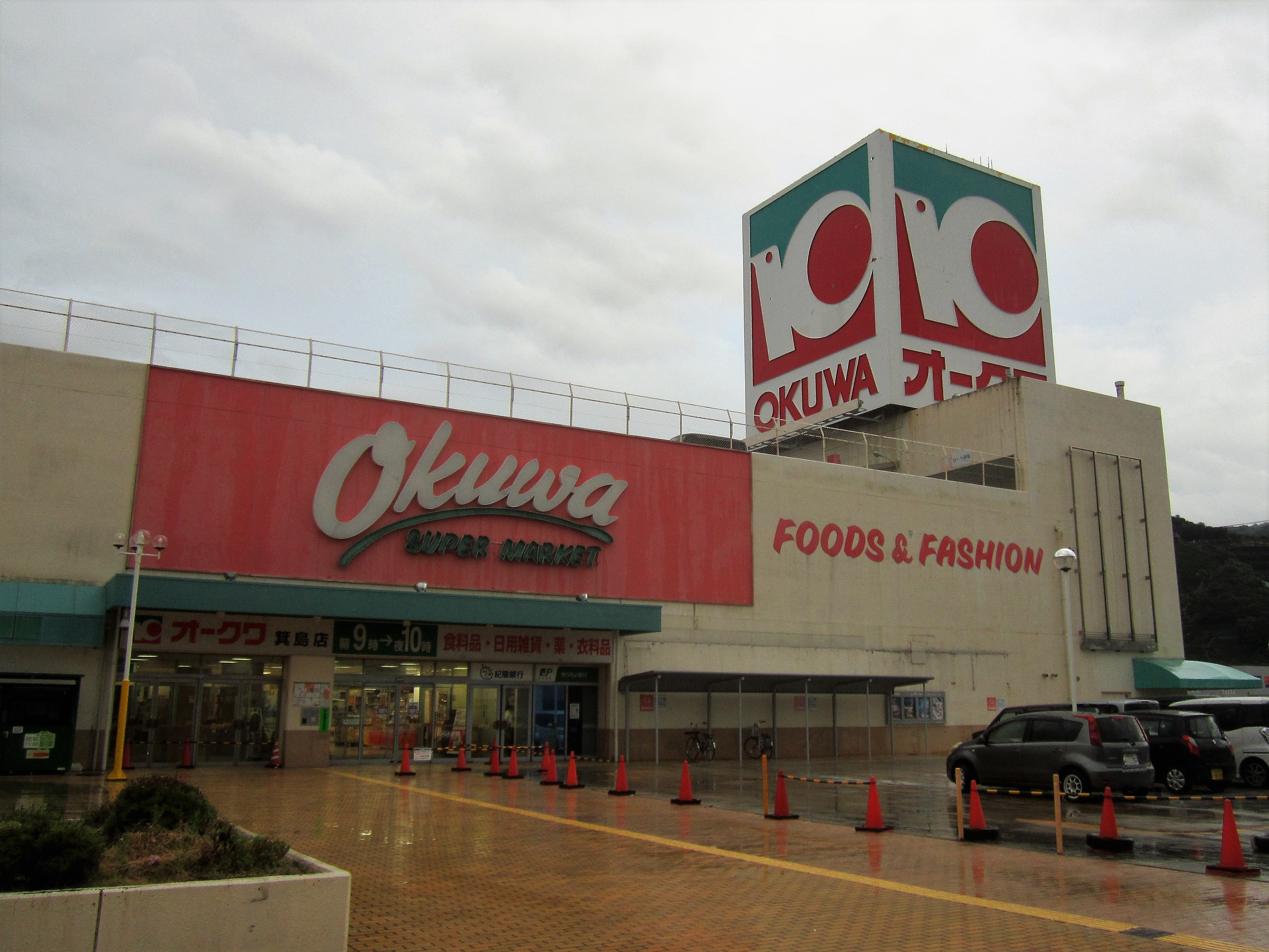
オークワ有田店

### 第一次産業

#### 農業
- 早和果樹園
- 温州みかん - 有田みかんで有名。

農業協同組合
- ありだ農業協同組合（JAありだ）

#### 漁業
- 太刀魚（漁獲高日本一）

### 第二次産業
蚊取線香（世界で初めての開発と製造）、手袋などの地場産業で知られる。

#### 工業
- 蚊取線香
- 手袋

製油業
- 初島地区にENEOS和歌山製油所が立地し、石油精製が一番の産業となっている。

### 第三次産業

#### 商業
主な商業施設
- オークワ有田店

## 情報・通信

### マスメディア

#### 中継局
- 有田テレビ中継局
- 有田男浦テレビ中継局
- 有田箕島テレビ中継局

## 教育

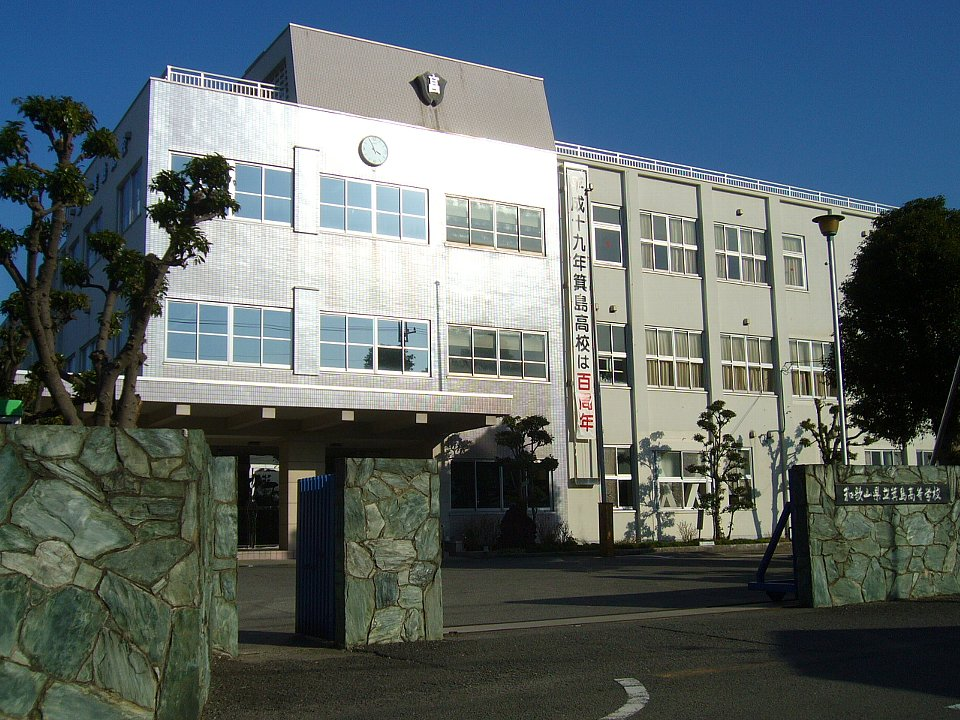
箕島高等学校

### 高等学校
県立
- 和歌山県立箕島高等学校
- 和歌山県立箕島高等学校宮原校舎

### 中学校
市立
- 有田市立有和中学校 - 初島中学校、箕島中学校、保田中学校、及び文成中学校が統合し、令和６年４月に開校。

### 小学校
市立
- 有田市立箕島小学校
- 有田市立田鶴小学校
- 有田市立保田小学校
- 有田市立宮原小学校
- 有田市立糸我小学校
- 有田市立初島小学校
- 有田市立港小学校

## 交通

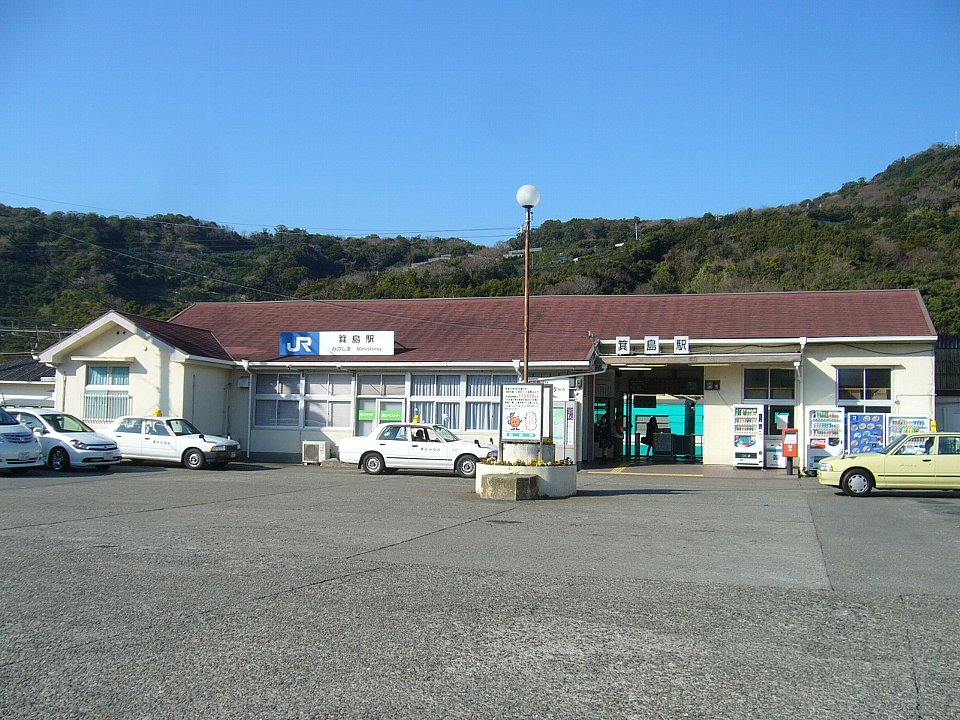
箕島駅

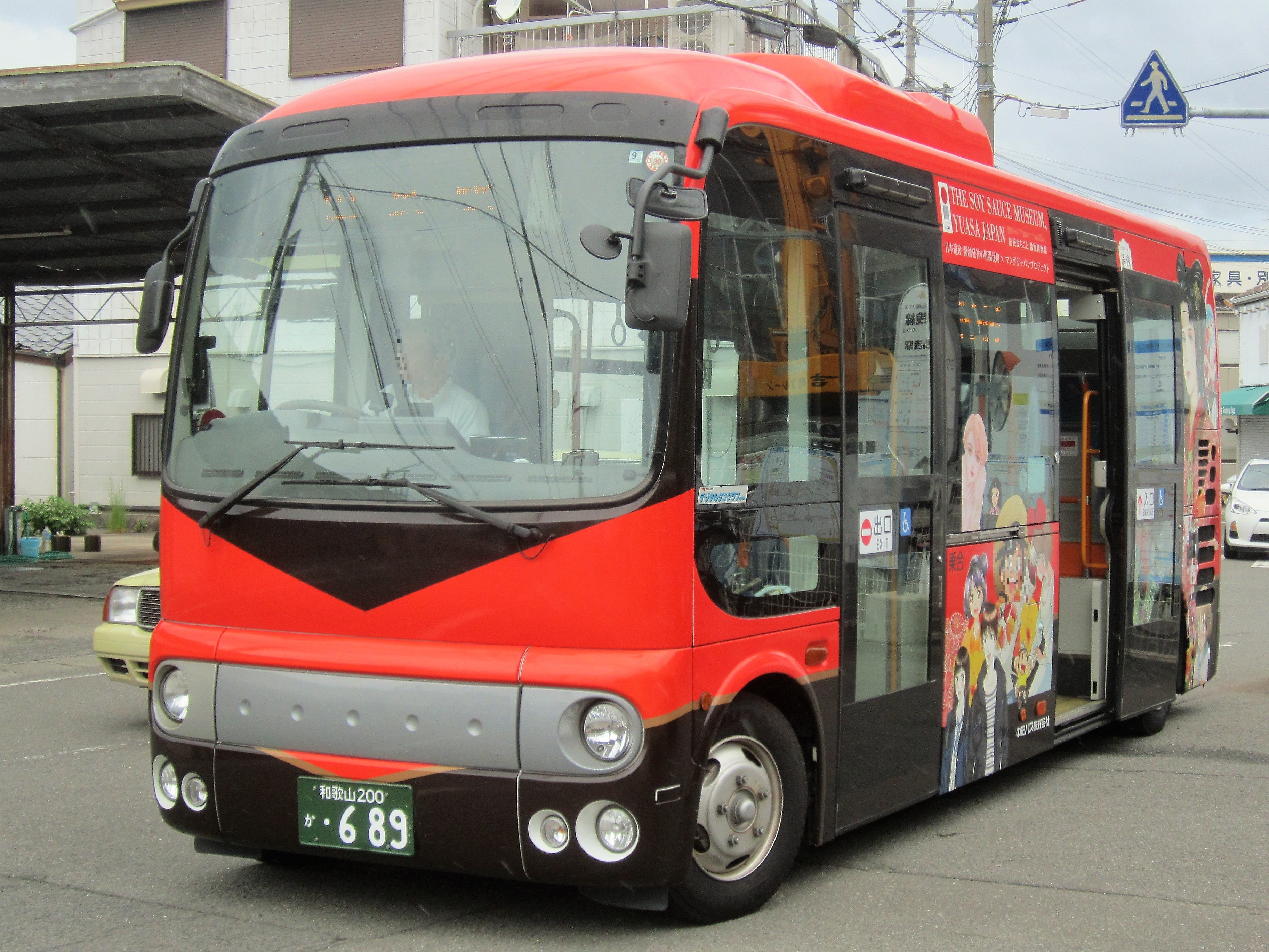
中紀バス

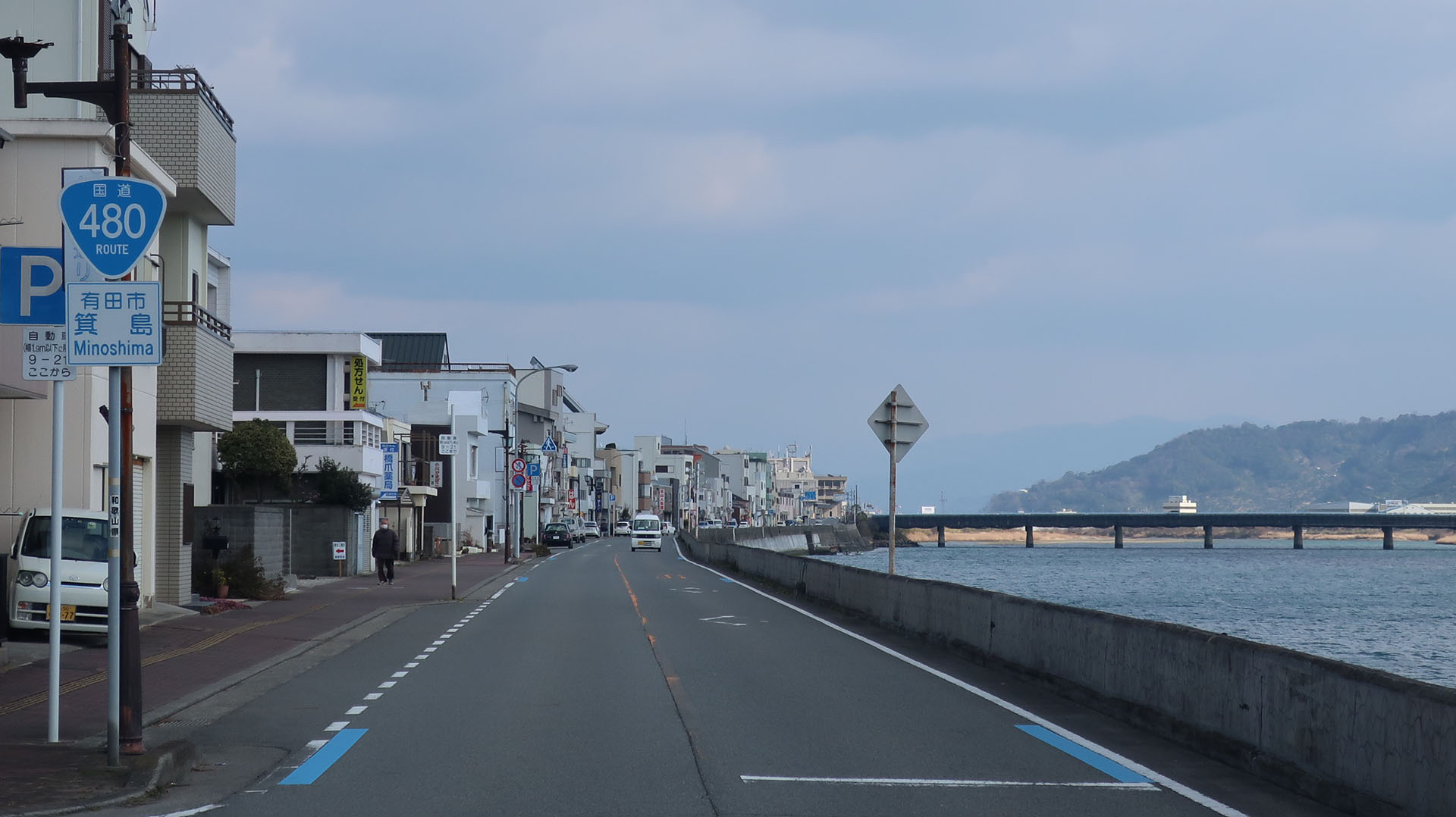
国道480号線と有田市街

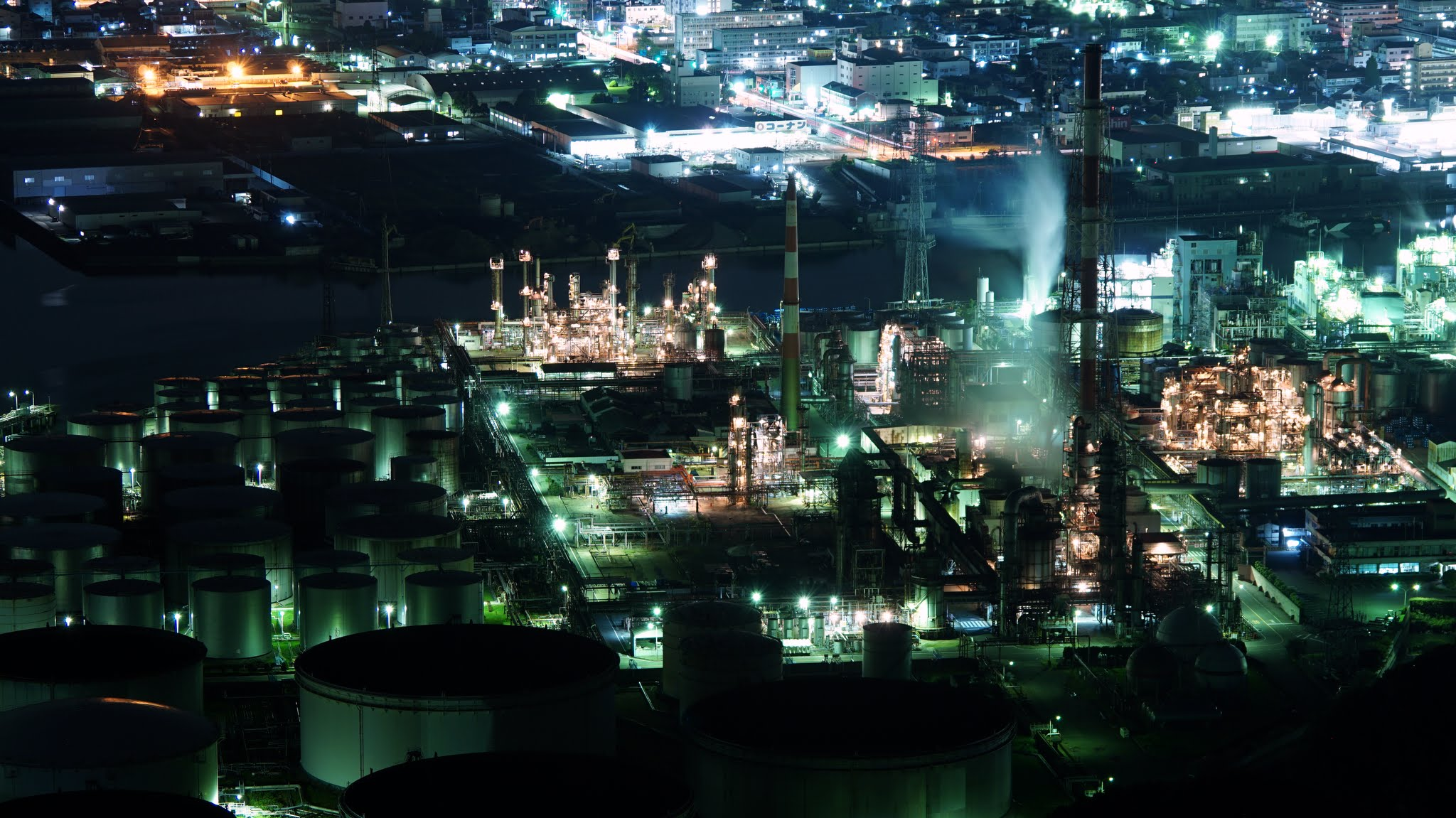
和歌山下津港有田地区

### 鉄道
中心となる駅：箕島駅 - 同駅は一部の特急列車の停車駅となっている。

#### 鉄道路線
西日本旅客鉄道（JR西日本）
- 紀勢本線（きのくに線）：（有田川町） - 紀伊宮原駅 - 箕島駅 - 初島駅 - （海南市）

なお、同路線の紀伊有田駅は当市ではなく、東牟婁郡串本町に所在する。

### バス

#### 路線バス
- 中紀バス
- 有田市デマンドバス

### 道路

#### 国道
- 国道42号

　　有田海南道路（事業中）
　　有田バイパス（1983年供用開始）
- 国道480号

#### 県道
主要地方道
- 和歌山県道20号有田湯浅線

一般県道
- 和歌山県道164号沓掛糸我線
- 和歌山県道171号宮崎古江見線
- 和歌山県道172号千田箕島線
- 和歌山県道173号有田港線
- 和歌山県道174号箕島停車場線

### 航路

#### 港湾
- 和歌山下津港

## 観光

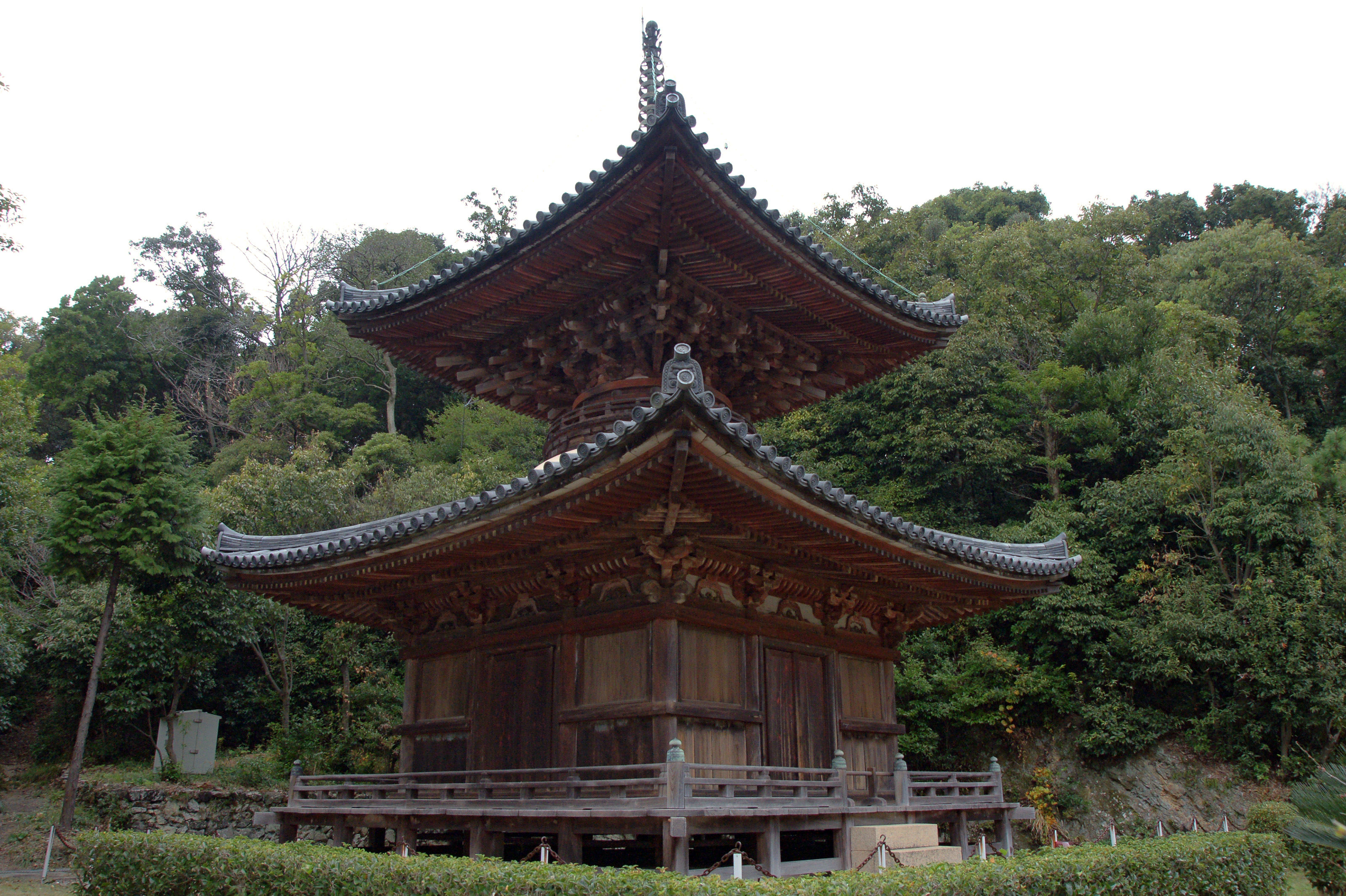
浄妙寺

### 名所・旧跡
城郭
- 岩室城址（宮原町須谷）

主な神社
- 糸我稲荷神社（糸我町中番） - 日本最古の稲荷神社。地元では最古のおいなりさんとして崇められている。
- 須佐神社（千田） - 10月14日に千田祭が行われる。社宝の太刀銘因州住景長は国指定重要文化財
- 立神社（野）
- 宮原神社（宮原町道）

主な寺院
- 浄妙寺（宮崎町）本堂・多宝塔、蓮華唐草文螺鈿須弥壇、木造薬師如来及び両脇侍像、木造十二神將立像（国指定重要文化財）
- 円満寺（宮原町東）十一面観音立像（国指定重要文化財）紀伊国守護職畠山氏の菩提寺
- 正善寺（初島町里）大日如来坐像（国指定重要文化財）
- 広利寺（宮原町畑）十一面観音立像（国指定重要文化財）
- 得生寺 （糸我町中番） - 中将姫ゆかりの地。5月14日に二十五菩薩練供養会式が行われる。
- 仁平寺（糸我町西） - 別名はあじさい寺。
- 無縁寺（宮崎町） - 関西の千鳥ヶ淵と呼ばれる寺。太平洋戦争の戦没者を祀る。

街道
- 熊野古道紀伊路（うち糸我峠は国指定史跡）および九十九王子の旧蹟

遺跡
- 椒（はじかみ）の古墳（初島町浜） - ENEOS和歌山製油所内にある
- 地ノ島遺跡（初島町浜） - 初島公民館前に石室のレプリカがある
- 明恵上人星尾遺跡（星尾） - 明恵上人紀州遺跡の一つ（国指定史跡）
- 爪書地蔵（宮原町畑） - 空海が爪で描いたという伝説が遺る
- 箕島古墳群（一本松古墳、野丁古墳）（箕島）
- 新堂古墳（新堂）
- 山田原古墳（山田原）
- 表山古墳（山田原）
- 宮原古墳（宮原町滝）
- 辻貝古墳（宮原町道）
- 円満寺古墳（宮原町東）
- 岡崎古墳群（千田）
- 中尾古墳（山地）
- 山地古墳（山地）

### 観光スポット
- 産直市場「浜のうたせ」
- 有田みかん海道
- 地の島海水浴場
- 仁平寺のアジサイ
- ウエノ公園の桜

## 文化・名物

### 祭事・催事
- 千田祭 - 10月14日に須佐神社で行われる祭事。
- 二十五菩薩練供養会式 - 5月14日に得生寺で行われる祭事。
- 矢櫃のお日待ち

### 名産・特産
- みかん - 有田みかん発祥の地である。
  - 有田みかん
  - 新堂みかん
- 線香 - 蚊取り線香発祥の地である。
  - 蚊取線香

### スポーツ

#### 野球
- 箕島高校硬式野球部 - 選抜高校野球大会に9回、全国高等学校野球選手権大会に8回、計17回甲子園に出場。うち春3回・夏1回の計4回全国優勝を果たす。東尾修、吉井理人 等のプロ野球選手を輩出する。
- マツゲン箕島硬式野球部 - 有田市を本拠地とする日本野球連盟（JABA）に所属する社会人野球のクラブチーム。全日本クラブ野球選手権大会を4度制している強豪。

#### 相撲
- 箕島高校相撲部 - 強豪で知られ、過去に何度も全国大会入賞歴を持つ。OBに栃乃和歌清隆 等の力士がいる。

## 姉妹都市
- アメリカ合衆国カリフォルニア州デラノ市

## 有田市を舞台とした作品

### 映画
- 真夏の少年（1991年に江口洋介・キューティー鈴木主演で公開された映画。本市は「高校野球で盛り上がる海辺の町」として紹介され、全編において本市ロケを行っている）

小説
・有田川（有吉佐和子著）
・黒い血の女（松本清張著）

## 出身関連著名人
- 酒井政利 - メディアプロデューサー
- 鳥羽潤 - 俳優
- 嶋田宗彦 - 元プロ野球・阪神タイガースの選手、コーチ
- 尾藤公 - 元県立箕島高校野球部監督、有田市名誉市民
- 尾藤強 - 箕島高校野球部現監督 尾藤公の長男
- 津田大樹 - 元プロ野球選手
- 九鬼巧 - 陸上競技選手。100mの自己ベストは10秒19。2012年ロンドンオリンピック男子4×100mリレーの日本代表である。
- 生馬知季 - パラアスリート
- 上山英一郎 - 大日本除虫菊（金鳥）の創業者、蚊取り線香の生みの親
- 日下正喜 - 公明党所属の衆議院議員
- 山崎伝之助 - 元衆議院議員、ジャーナリスト
- 上山輝一 - 元東京都中野区長
- 宮崎円遵 - 仏教史学者、龍谷大学名誉教授
- 山本英之 - 男子バレーボール選手。豊田合成トレフェルサ所属。
- 浜口吉右衛門7代目 - 実業家